# 1756
- Wikisource

| Calendário gregoriano                                                        | 1756 MDCCLVI                        |
| Ab urbe condita                                                              | 2509                                |
| Calendário arménio                                                           | 1205 – 1206                         |
| Calendário bahá'í                                                            | -88 – -87                           |
| Calendário budista                                                           | 2300                                |
| Calendário chinês                                                            | 4452 – 4453 Início a 31 de janeiro  |
| Calendário copta                                                             | 1472 – 1473                         |
| Calendário etíope                                                            | 1748 – 1749                         |
| Calendários hindus - Vikram Samvat - Calendário nacional indiano - Cáli Iuga | 1811 – 1812 1677 – 1678 4856 – 4857 |
| Calendário Holoceno                                                          | 11756                               |
| Calendário islâmico                                                          | 1169 – 1170                         |
| Calendário judaico                                                           | 5516 – 5517                         |
| Calendário persa                                                             | 1134 – 1135                         |
| Calendário rúnico                                                            | 2006                                |
| Calendário solar tailandês                                                   | 2299                                |

1756 (MDCCLVI, na numeração romana)  foi um ano bissexto do século XVIII do actual Calendário Gregoriano, da Era de Cristo, e as suas letras dominicais foram D e C (53 semanas), teve  início a uma quinta-feira e terminou a uma sexta-feira.
| Ano completo                           |
| -------------------------------------- |
| Ano bissexto com início à quinta-feira |

## Eventos
- Início da Guerra dos Sete Anos, motivada pela disputa por territórios situados na África, Ásia e América do Norte.
- Manoel Lopes Diniz arrendou do morgado da Casa da Torre as Fazendas Panela D’Água, Brejo do Gama e Campo Grande pertencente aos Garcia d’Ávila proprietários destas terras na capitania de Pernambuco.

Wolfgang Amadeus Mozart. Retrato anónimo pintado por encomenda de seu pai Leopold Mozart em 1763. Mozarteum, Salzburgo, Áustria.

## Nascimentos
- 27 de Janeiro - Wolfgang Amadeus Mozart, compositor clássico austríaco (m. 1791).
- 27 de Abril - Alexandre Rodrigues Ferreira, naturalista brasileiro (m. 1815).
- 27 de Maio - Maximiliano I José da Baviera, rei da Baviera (m. 1825).
- 26 de Dezembro - Bernard Germain Lacépède naturalista francês (m. 1825).
- Joaquim Silvério dos Reis, um dos delatores dos inconfidentes mineiros (m. 1819).

Sepé Tiaraju (1723-1756), Chefe indígena dos Sete Povos das Missões. Estátua na cidade de São Luiz Gonzaga.

## Mortes
- 18 de Abril - Jacques Cassini, astrónomo francês.

## Por tema
- 1756 na ciência
- 1756 na política